# Турбівська селищна рада
Турбі́вська се́лищна ра́да — адміністративно-територіальна одиниця та орган місцевого самоврядування в Липовецькому районі Вінницької області. Адміністративний центр — селище міського типу Турбів.

## Загальні відомості
Турбівська селищна рада утворена в 1956 році.
- Територія ради: 7,011 км²
- Населення ради: 6 558 осіб (станом на 1 січня 2011 року)
- Територією ради протікає річка Деснянка

## Населені пункти
Селищній раді підпорядковані населені пункти:
- смт Турбів

## Склад ради
Рада складалася з 30 депутатів та голови.

### Керівний склад попередніх скликань
| Прізвище, ім'я, по батькові | Основні відомості                                                                     | Дата обрання | Дата звільнення |
| --------------------------- | ------------------------------------------------------------------------------------- | ------------ | --------------- |
| Завальнюк Василь Васильович | Селищний голова, 1957 року народження, член Партії промисловців і підприємців України | 26.03.2006   | 31.10.2010      |
| Бондар Олександр Іванович   | Селищний голова, 1961 року народження, освіта вища, член Партії регіонів              | 31.10.2010   |                 |

Примітка: таблиця складена за даними сайту Верховної Ради України

### Депутати
За результатами місцевих виборів 2010 року депутатами ради стали:

#### За суб'єктами висування
| Суб'єкт висування                | Кількість обраних депутатів | %    |
| -------------------------------- | --------------------------- | ---- |
| Самовисування                    | 15                          | 50   |
| Партія регіонів                  | 7                           | 23,3 |
| Комуністична партія України      | 3                           | 10   |
| Політична партія «Нова політика» | 3                           | 10   |
| Українська Народна Партія        | 2                           | 6,7  |

#### За округами
| № округу                         | Прізвище, ім'я, по батькові     | Дата визнання обраним | Освіта             | Партійна приналежність                 | Відомості про обраного депутата          |
| -------------------------------- | ------------------------------- | --------------------- | ------------------ | -------------------------------------- | ---------------------------------------- |
| Комуністична партія України      |                                 |                       |                    |                                        |                                          |
| 1                                | Білоус Ольга В'ячеславівна      | 01.11.2010            | середня            | позапартійна                           | Турбівський цукровий завод, лаборант     |
| 4                                | Бебко Олег Петрович             | 01.11.2010            | середня            | член Комуністичної партії України      | «Укртелеком»!                            |
| 14                               | Федоренко Галина Григорівна     | 01.11.2010            | вища               | позапартійна                           | Турбівська селищна рада, діловод         |
| Партія регіонів                  |                                 |                       |                    |                                        |                                          |
| 10                               | Семенюк Олександр Володимирович | 01.11.2010            | вища               | позапартійний                          | приватний підприємець                    |
| 13                               | Грицюк Микола Євпатійович       | 01.11.2010            | вища               | позапартійний                          | приватний підприємець                    |
| 15                               | Сидоренко Олександр Іванович    | 01.11.2010            | вища               | позапартійний                          | приватний підприємець                    |
| 17                               | Паранкевич Ірина Іванівна       | 12.11.2010            | середня спеціальна | позапартійна                           | Липовецька санєпідемстанція, епідеміолог |
| 18                               | Супрун Валентина Володимирівна  | 01.11.2010            | вища               | позапартійна                           | Турбівська школа, вчитель                |
| 24                               | Господар Андрій Ігорович        | 01.11.2010            | вища               | позапартійний                          | приватний підприємець                    |
| 28                               | Хатунцев Георгій Георгійович    | 01.11.2010            | середня спеціальна | позапартійний                          | пенсіонер                                |
| Політична партія «Нова політика» |                                 |                       |                    |                                        |                                          |
| 19                               | Хацьола Василь Миколайович      | 01.11.2010            | середня спеціальна | член Політичної партії «Нова політика» | ВАТ «Атеко», начальник цеху              |
| 21                               | Березюк Володимир Дмитрович     | 01.11.2010            | вища               | член Політичної партії «Нова політика» | ВАТ «Атеко», інженер                     |
| 30                               | Лизогуб Михайло Вікторович      | 01.11.2010            | вища               | член Політичної партії «Нова політика» | ВАТ «Атеко», головний бухгалтер          |
| Українська Народна Партія        |                                 |                       |                    |                                        |                                          |
| 11                               | Откидач Тамара Олександрівна    | 01.11.2010            | вища               | позапартійна                           | пенсіонер                                |
| 26                               | Дзюба Людмила Степанівна        | 01.11.2010            | середня спеціальна | член Української Народної Партії       | пенсіонер                                |
| Самовисування                    |                                 |                       |                    |                                        |                                          |
| 2                                | Березюк Леонід Петрович         | 01.11.2010            | середня спеціальна | позапартійний                          | приватний підприємець                    |
| 3                                | Лисецький Іван Романович        | 12.11.2010            | середня спеціальна | позапартійний                          | САТ «Турбівське», завідувач МТФ          |
| 5                                | Ковтун Валентина Петрівна       | 01.11.2010            | середня спеціальна | позапартійна                           | приватний підприємець                    |
| 6                                | Ніколайчук Іван Іванович        | 01.11.2010            | середня спеціальна | член Комуністичної партії України      | приватний підприємець                    |
| 7                                | Сокол Наталія Ігорівна          | 01.11.2010            | вища               | позапартійна                           | Турбівська міська лікарня, лікар         |
| 8                                | Верцюх Володимир Романович      | 01.11.2010            | середня спеціальна | позапартійний                          | Турбівська МКПК, начальник охорони       |
| 9                                | Сімонова Валентина Кузьмівна    | 01.11.2010            | вища               | член Політичної партії «Наша Україна»  | САТ «Турбівське», головний бухгалтер     |
| 12                               | Приймак Леонід Михайлович       | 01.11.2010            | середня спеціальна | позапартійний                          | приватний підприємець                    |
| 16                               | Залевська Зінаїда Григорівна    | 01.11.2010            | вища               | член Політичної партії «Наша Україна»  | САТ «Турбівське», головний економіст     |
| 20                               | Гуцало Олександр Григорович     | 01.11.2010            | середня спеціальна | позапартійний                          | приватний підприємець                    |
| 22                               | Куленко Надія Вікторівна        | 01.11.2010            | вища               | позапартійна                           | ПАТ «Вінниця-фармація», завідувачка      |
| 23                               | Попов Роман Геннадійович        | 01.11.2010            | середня спеціальна | позапартійний                          | приватний підприємець                    |
| 25                               | Павловський Анатолій Юрійович   | 01.11.2010            | середня спеціальна | позапартійний                          | ВК «Уют», столяр                         |
| 27                               | Довгаленко Валентина Леонідівна | 01.11.2010            | вища               | позапартійна                           | Турбівська селищна рада, секретар        |
| 29                               | Пасічник Яків Павлович          | 01.11.2010            | вища               | позапартійний                          | ВАПГ, провідний агроном                  |

## Історія діяльності селищної ради
З часу встановлення в Турбові радянської влади змінмлось багато голів сільської ради.
У 1944 році головою Турбівської сільради була обрана Горпина Феодосіївна П'янківська. Ця легендарна жінка, перебуваючи в евакуації в Північному Казахстані, працювала в колгоспі «Серп і молот». Зароблені гроші в сумі 11000 крб 5.02.1943 року внесла на будівництво танкової колони, а зароблений хліб у розмірі 12 пудів внесла 10.03.1943 року у фонд Червоної Армії. За роботу в колгоспі була нагороджена медаллю «За доблестный труд в Великой Отечественой войне». Повернвшись з евакуації і ставши головою сільської ради, Горпина Феодосіївна проводить роботу по відновленню господарства і соціально-культурних установ Турбова, зруйнованих німецько-фашистськими загарбниками.
У післявоєнні роки головами сільської (а згодом селищної) ради були: О. П. Самусенко, С. Д. Петрук, Т. Є. Бесараба, А. П. Архіпчук, Л. М. Борецький, В. С. Панасюк, С. П. Бондарчук, Г. С. Монастирська, А. М. Мушинський, М. Ф. Зубко, Л. С. Козловський, В. І. Ротко, В. Ф. Кривоніс, В. В. Грибачов.
Великий внесок у розвиток селища зробила голова селищної ради двох скликань Г. С. Монастирська. З 1971 по 1975 роки Галина Семенівна зуміла збудувати в Турбові нову типову школу, універмаг, приміщення селищної ради. За її сприяння зведені терапевтичне і дитяче відділення лікарні, закуплено обладнання для флюорографічного кабінету.
Понад 20 років працює в Турбівській селищній раді Василь Сергійович Панасюк. Був секретарем, пізніше головою селищної ради, потім знову секретарем.
Людмила Федорівна Юра працювала секретарем Турбівської селищної ради близько 10 років. Т. О. Откидач після закінчення Київського інституту культури завідувала Турбівським міським будинком культури. У 1984 році була обрана секретарем селищної ради де працювала 18 років. Неодноразово обиралась депутатом Турбівської селищної ради.
У 2006 році селищним головою Турбова був обраний Василь Васильович Завальнюк. Цікавим фактом є те, що В. Завальнюк є праправнуком Артема Завальнюка, якого в 1848 році найбільший землевласник Турбова Кароль Драгомірецький збирався закатувати за участь у селянському бунті проти поміщицького свавілля.
Період роботи В. Завальнюка на посаді селищного голови випав на час політичної нестабільності і глибокої політичної кризи, коли кошти з державного бюджету для потреб селища майже взагалі не надходили.
У 2004–2005 роках за вказівкою тодішньої місцевої влади по вулицях селища були зняті усі освітлювальні ліхтарі, що спричинило низку ДТП у вечірній і нічний часи та загибель людей. Приступивши до виконання обов'язків селищного голови, у 2006 році В. Завальнюк спільно з Липовецьким райавтодором встановив і обладнав захисні споруди на мосту і греблі через Десну і розпочав до розв'язання проблеми освітлення селища. За період 2007–2008 рр. встановлено 20 км ліній електропередач вуличного освітлення, закуплено і встановлено 300 вуличних ліхтарів, 4 таймери, що дасть змогу більш раціонально забезпечувати освітлення вулиць.
Нині освітлені вулиці Миру, Маяковського, Пролетарська, Шевченка, Молодіжна, Корольова, Фрунзе, Б. Хмельницького, Шкільна, Свердлова, Крупської, Лисенка, Червона Гірка.
Проведені поточні і капітальні роботи низки вулиць, завершено роботу з реконструкції центральної площі і тротуарів селища.
Проведена робота із санітарного очищення і озеленення території Турбова, підготовлено проект для участі в обласному конкурсі з облаштування селищного парку як зони відпочинку, упорядковано селищне кладовище: встановлено огорожу, відремонтовано під'їзні дороги.
Відновлено роботу спортивно-оздоровчого комплексу: проведено якісний ремонт приміщення, встановлено 200 глядацьких місць, закуплено і встановлено системи електроопалення, водопостачання, сантехнічне обладнання, закуплено спортінвентар, спортивну форму, встановлено освітлення на селищному стадіоні.
Завдяки підтримці селищної ради юнацькі спортивні команди Турбова беруть участь у міжнародних спортивних змаганнях. У 2008 р. юнацька команда (1996 р.н.) отримала кубок першості з футболу у Польщі. У 2009 р. юнацька команда також отримала кубок першості з футболу. Турбівські команди брали участь у змаганнях, що проходили у Чехії, Берліні та Польщі.
У 2006–2010 рр. секретарем селищної ради працювала Довгаленко Валентина Леонідівна, яка тричі обиралась депутатом Турбівської селищної ради.
У травні-червні 2010 р. за сприяння Посольства України в Алжирській Народній Демократичній Республіці в рамках спортивного обміну до Турбова завітала дитяча футбольна команда «Гідра». Делегацію очолив Голова Народної Ради району Гідра пан Керім Беннур. В рамках приїзду алжирської делегації селище відвідали Надзвичайний та Повноважний Посол Алжирської Народної Демократичної Республіки в Україні пан Мохаммед Башир Маззуз та члени Посольства АНДР в Україні.
На місцевих виборах 2010 року селищним головою обрали Олександра Івановича Бондаря. Після закінчення Вінницького педінституту працював учителем Турбівської середньої школи, потім інспектором Липовецького РВ УМВС по роботі з неповнолітніми. З 1998 р. до моменту обрання селищним головою підполковник О. І. Бондар — начальник сектору громадянства, імміграції, реєстрації фізичних осіб Липовецького РВ УМВС України.
На місцевих виборах 2015 року селищним головою знову обрано Василя Васильовича Завальнюка.

## Міжнародне співробітництво

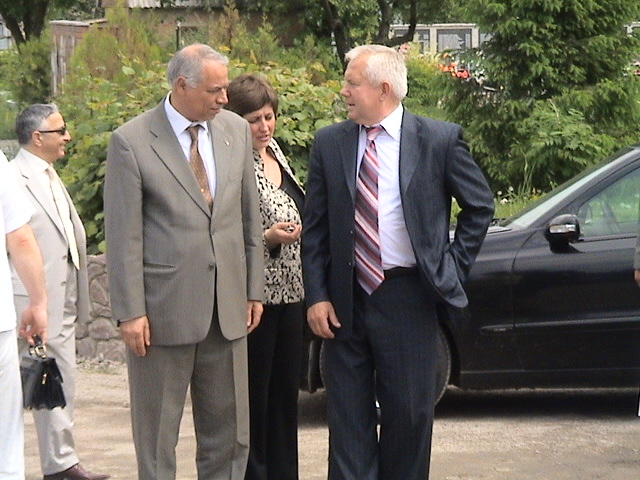
Зустріч представників Посольства Алжиру в Турбівській селищній раді. На фото: Перший серетар Посольства Арезкі Аумрі, Посол АНДР Мохаммед Башир Маззуз, секретар селищної ради Валентина Довгаленко, селищний голова Василь Завальнюк. 2010 р.

Селищною радою Турбова була підписана угода про співробітництво з польським містом Мейська Гурка. Також в рамках зустрічі алжирської делегації відбувся ряд переговорів на різних рівнях щодо співробітництва.